# 김천역
김천역(Gimcheon station, 金泉驛)은 경상북도 김천시 평화동에 있는 경부선과 경북선의 철도역이다. 경북선의 기점이며, 모든 ITX-새마을, ITX-마음 과 무궁화호가 정차한다. 이 역은 육교와 지하도를 갖추었으며, 육교 이용률이 높은 편이다. 역 구내에 김천기관차승무사업소가 있다. 경북선은 2019년부터 영주역 ~ 부산역 간 무궁화호가 김천역으로 단축되며, 이에 따라 부산역으로 가는 경북선 무궁화호는 주말열차인 동해 - 부산 무궁화호만 남아 있던 상태였으나 2021년 1월 5일 시간표 개정과 함께 폐지되어 현재 경북선에서 부산으로 바로 가는 열차는 존재하지 않는다. 경북선은 이 역부터 영주역까지 모두 지상 구간이다.

## 역사
- 1905년 1월 1일 : 보통역으로 영업 개시
- 2007년 6월 1일 : KTX 상·하행 각 2회 운행 개시
- 2008년 1월 1일 : KTX 증설(왕복 4회 운행)
- 2010년 11월 1일 : 김천(구미)역 개통과 함께 KTX 운행 폐지
- 2014년 5월 1일 : 충북종단열차 운행 개시
- 2014년 5월 12일 : ITX-새마을 운행 개시
- 2017년 12월 18일 : 화물 취급 중지
- 2019년 1월 1일 : 시간표 개정으로 경북선 무궁화호 증설[1]
- 2021년 5월 1일 ~ 7월 31일: 경북선 영주 ~ 김천 전 구간 토사붕괴 위험으로 열차운행 일시중지[2]및 대체 버스 투입[3]
- 2023년 9월 1일 : ITX-마음 운행 개시

## 역 구조
승강장은 3면 5선식 혼합식 승강장으로 운용되며, 그 중 1면 2선 섬식 승강장은 경북선 승강장으로 운용된다.

### 승강장
| ↑추풍령(경부선)/↑옥산(경북선) |
| \| ２３ \| ４５ \|            |
| 구미↓                         |

| 1 | 경부선 | ITX-새마을▪ITX-마음 ▪ 무궁화호 | 서울▪대전 방면           |
| 2 | 경부선 | ITX-새마을▪ITX-마음 ▪ 무궁화호 | 부산▪진주▪대구▪구미 방면 |
| 3 | 경부선 | ITX-새마을▪ITX-마음 ▪ 무궁화호 | 부산▪진주▪대구▪구미 방면 |
| 4 | 경북선 | 무궁화호                       | 영주 방면                |
| 5 | 경북선 | 무궁화호                       | 영주 방면                |

## 사진

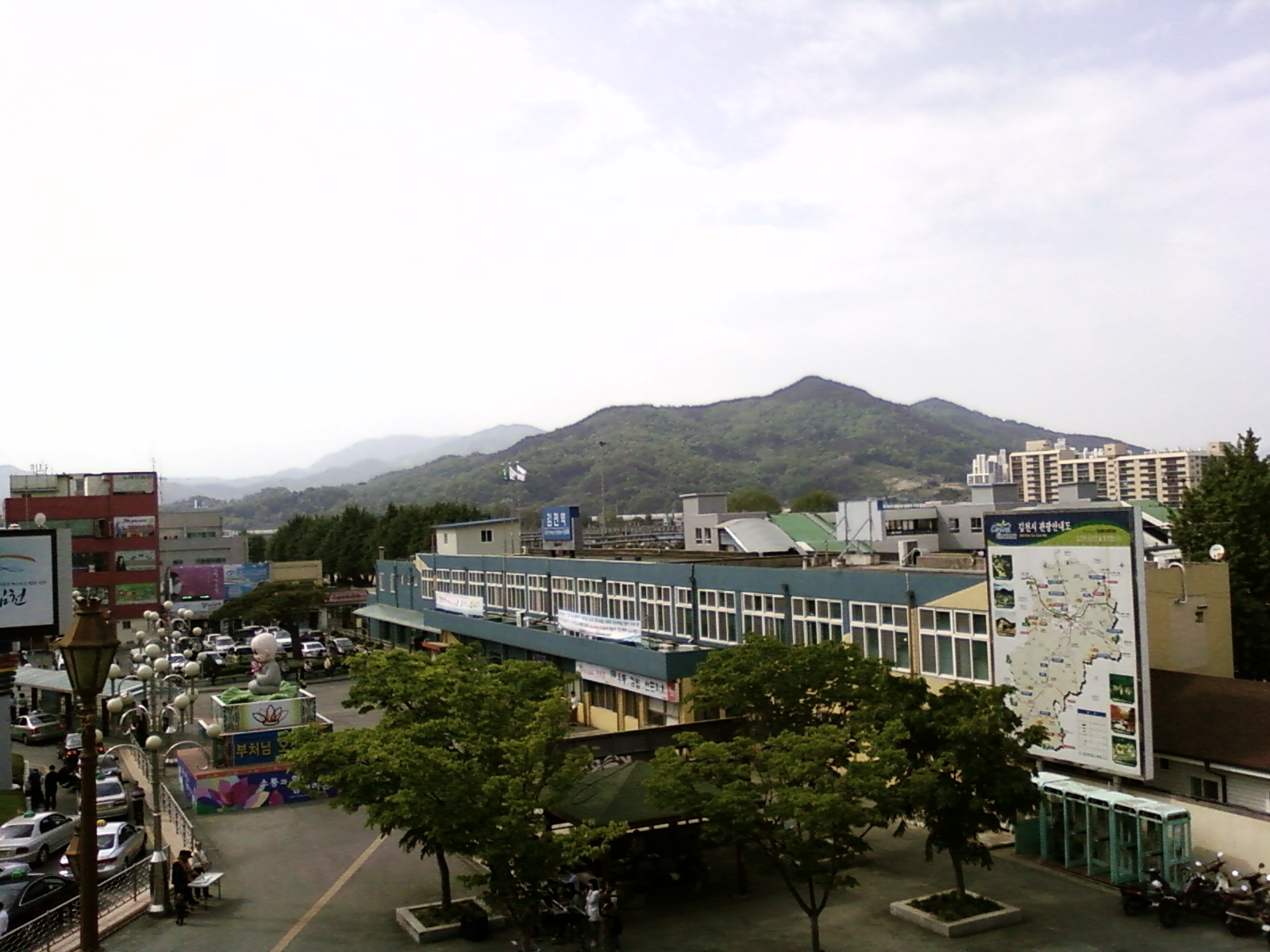
역사 전경
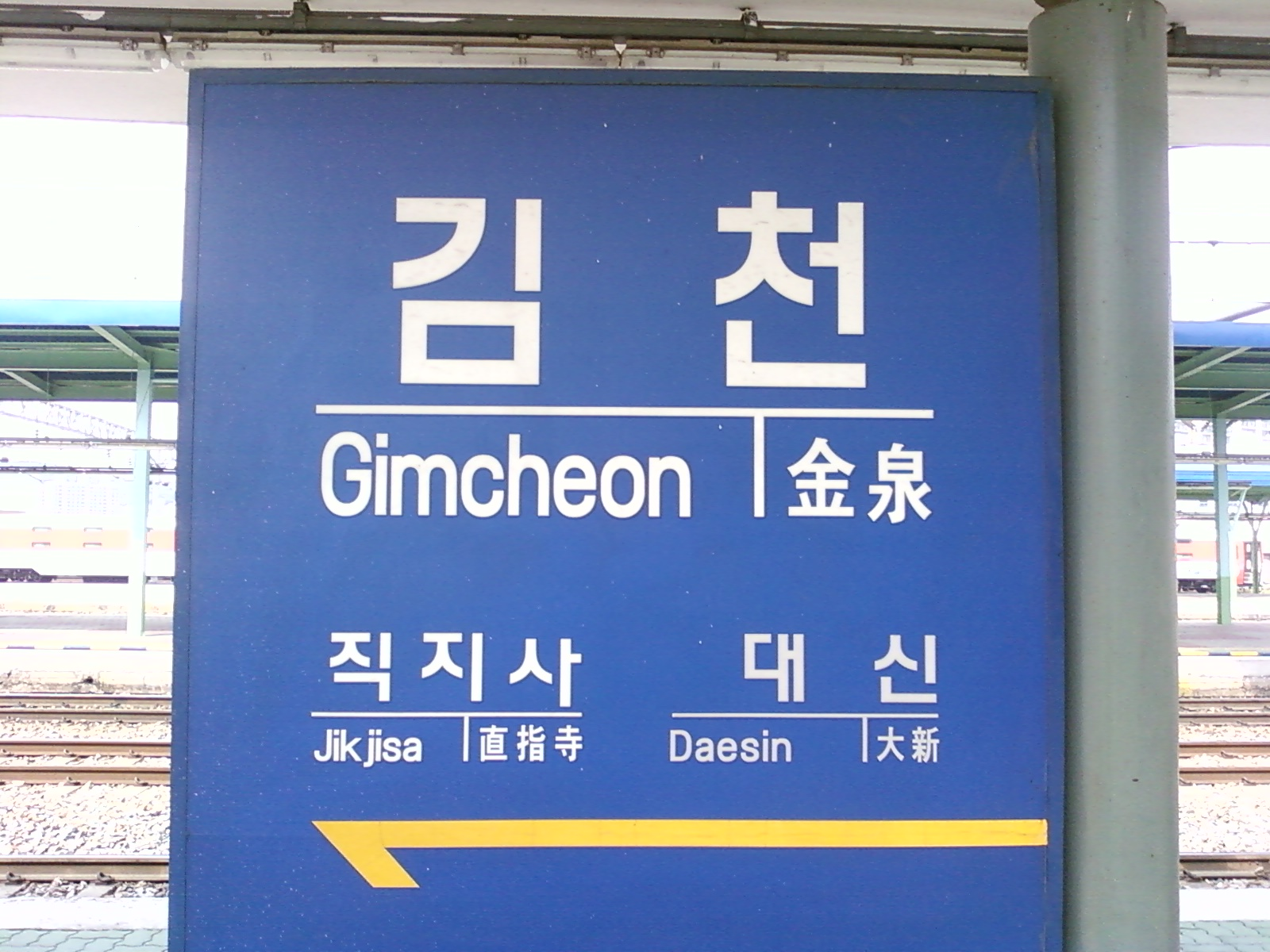
역명판
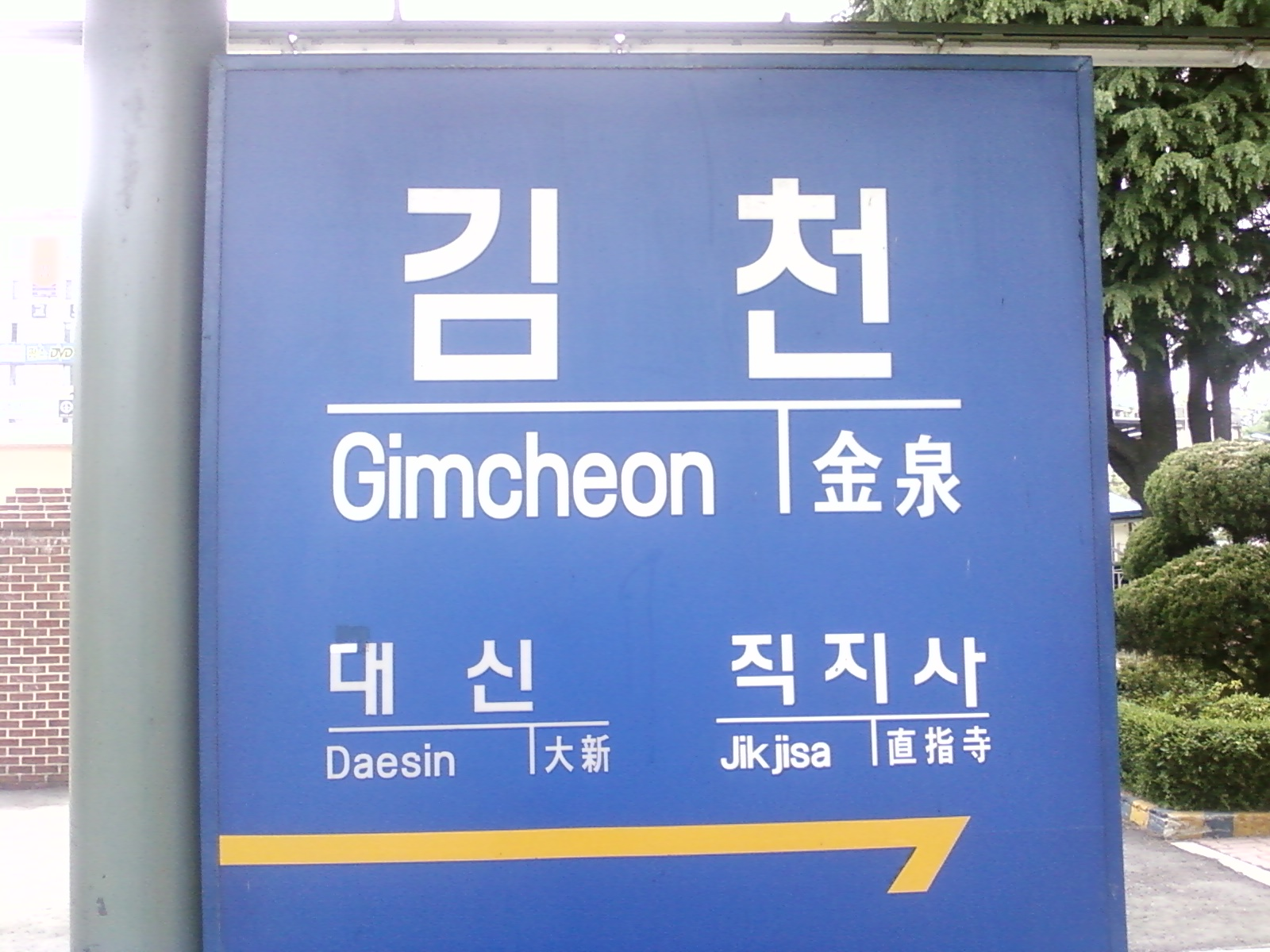
역명판
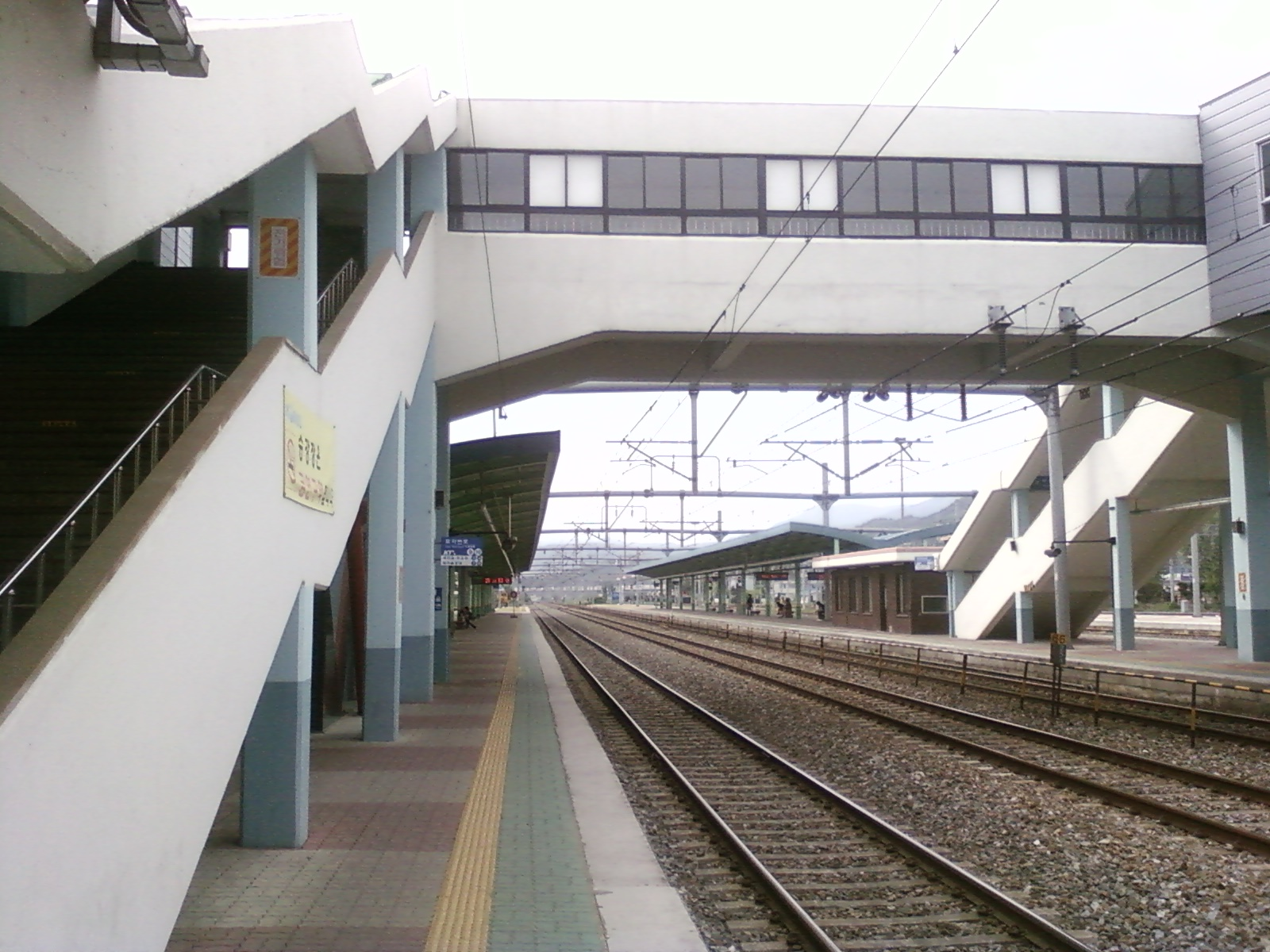
타는 곳 1번 모습
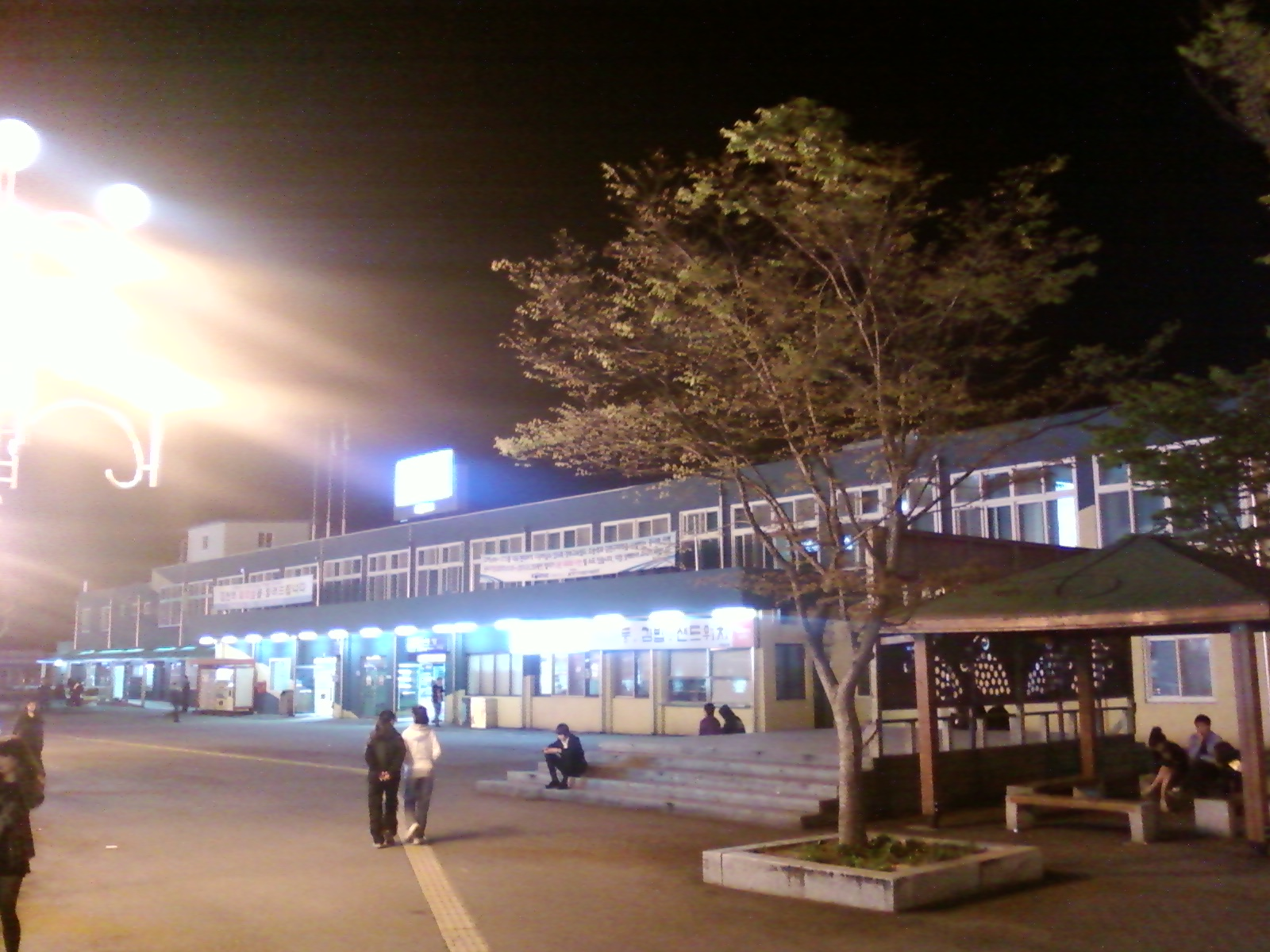
야간의 김천역 모습
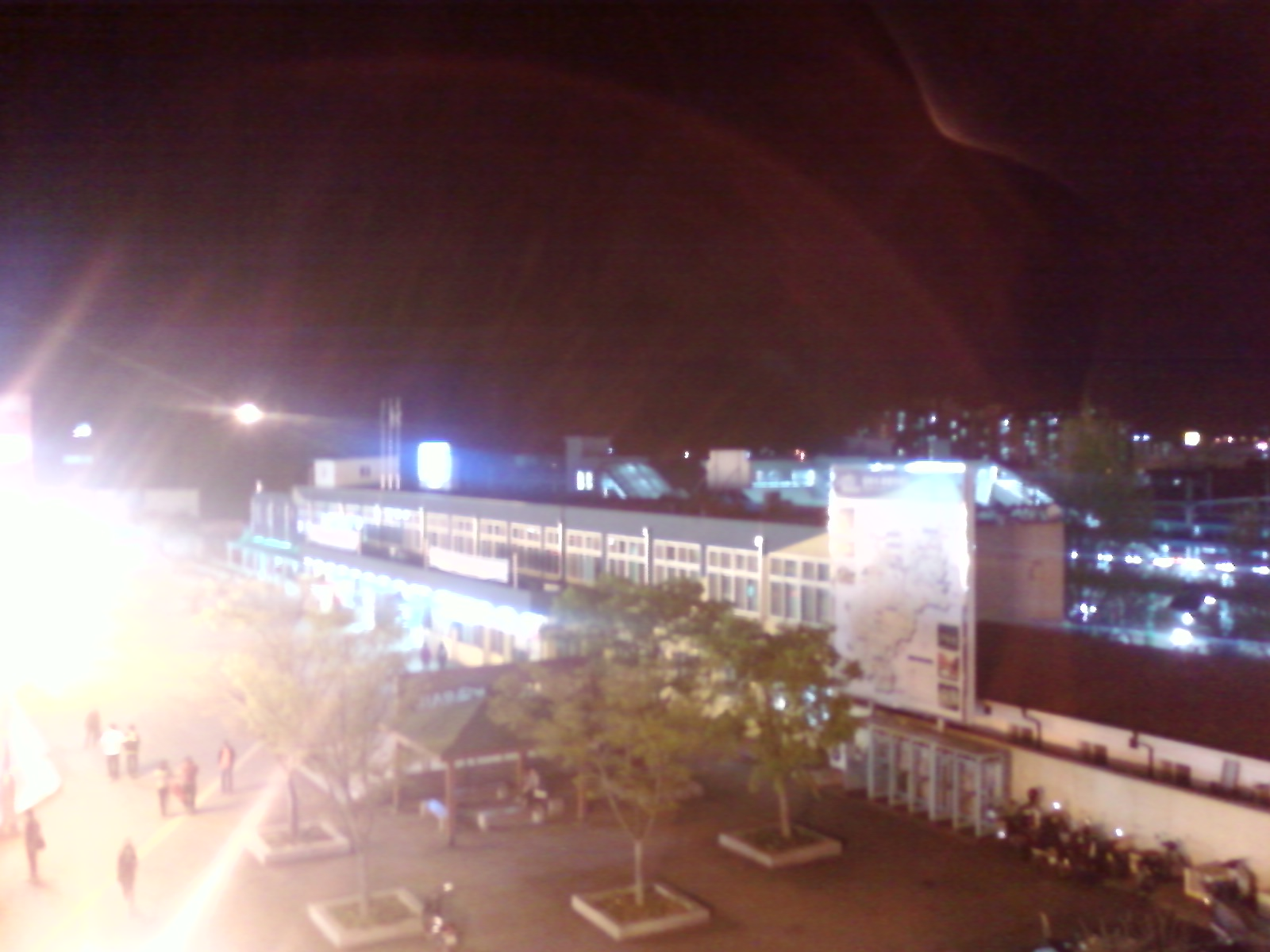
야간의 김천역 모습
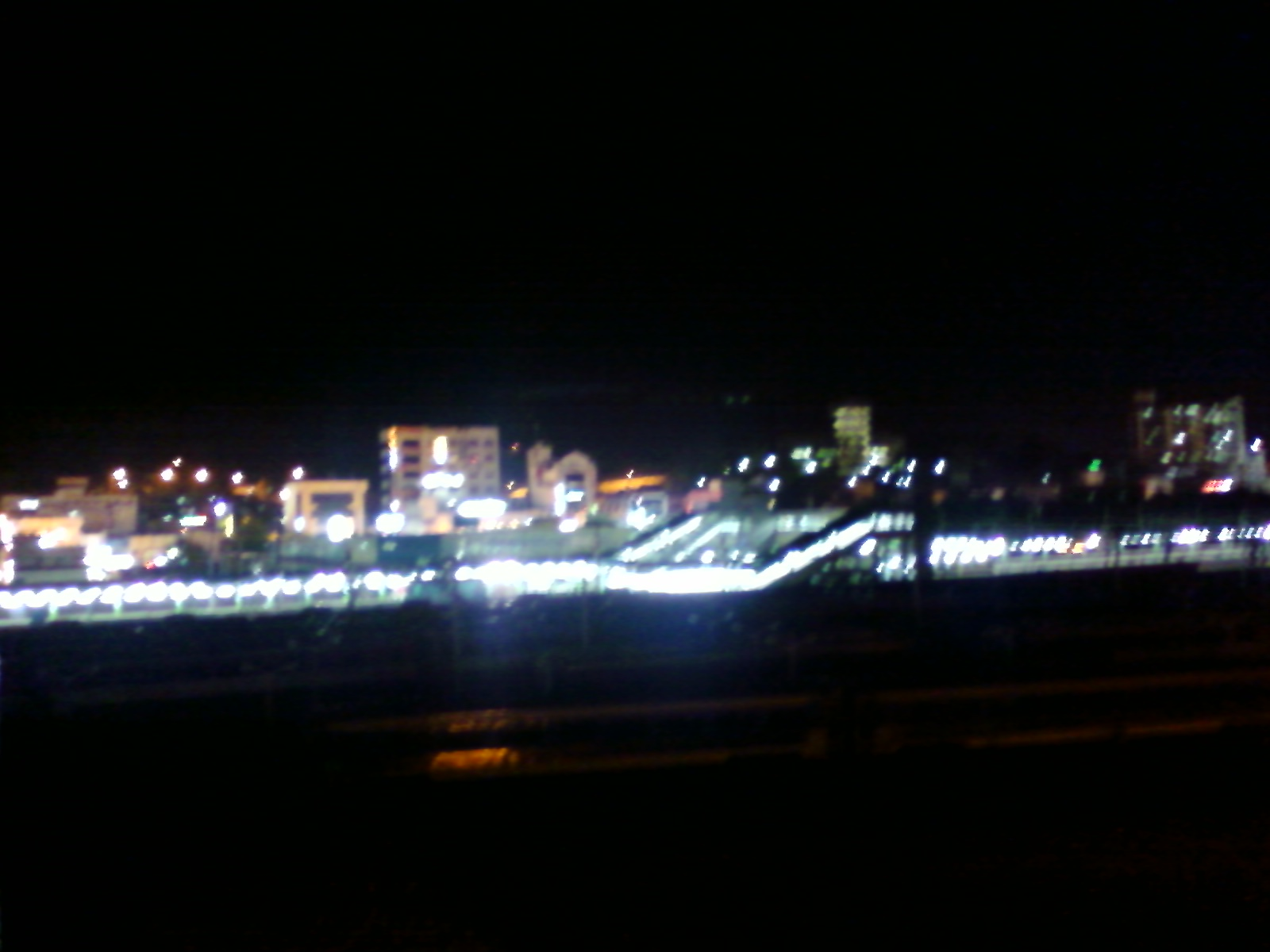
야간의 김천역의 뒷부분

## 인접한 역
| 새마을호                   | 새마을호               | 새마을호              |
| -------------------------- | ---------------------- | --------------------- |
| 영동 서울 방면             | ITX-새마을 경부선      | 구미 부산 방면        |
| 영동 서울 방면             | ITX-새마을 동해선      | 구미 신해운대 방면    |
| 영동 서울 방면             | ITX-새마을 경전선      | 구미 진주 방면        |
| ITX-마음                   |                        |                       |
| 대전 서울 방면             | ITX-마음 경부선        | 구미 부산 방면        |
| 무궁화호                   |                        |                       |
| 영동 서울 방면             | 무궁화호 경전선        | 구미 진주 방면        |
| 추풍령 서울▪대전▪영주 방면 | 무궁화호 경부선▪충북선 | 구미 동대구▪부산 방면 |
| 옥산 영주 방면             | 무궁화호 경북선        | 시·종착역             |